# تلمن
تِلمَن جماعت و شهرکی در جنوب غربی کشور تاجیکستان است که در ناحیهٔ قوم‌سنگیر ولایت ختلان قرار دارد. جمعیت این جماعت ۱۶٬۷۶۶ است.